# Diners Club

Logo

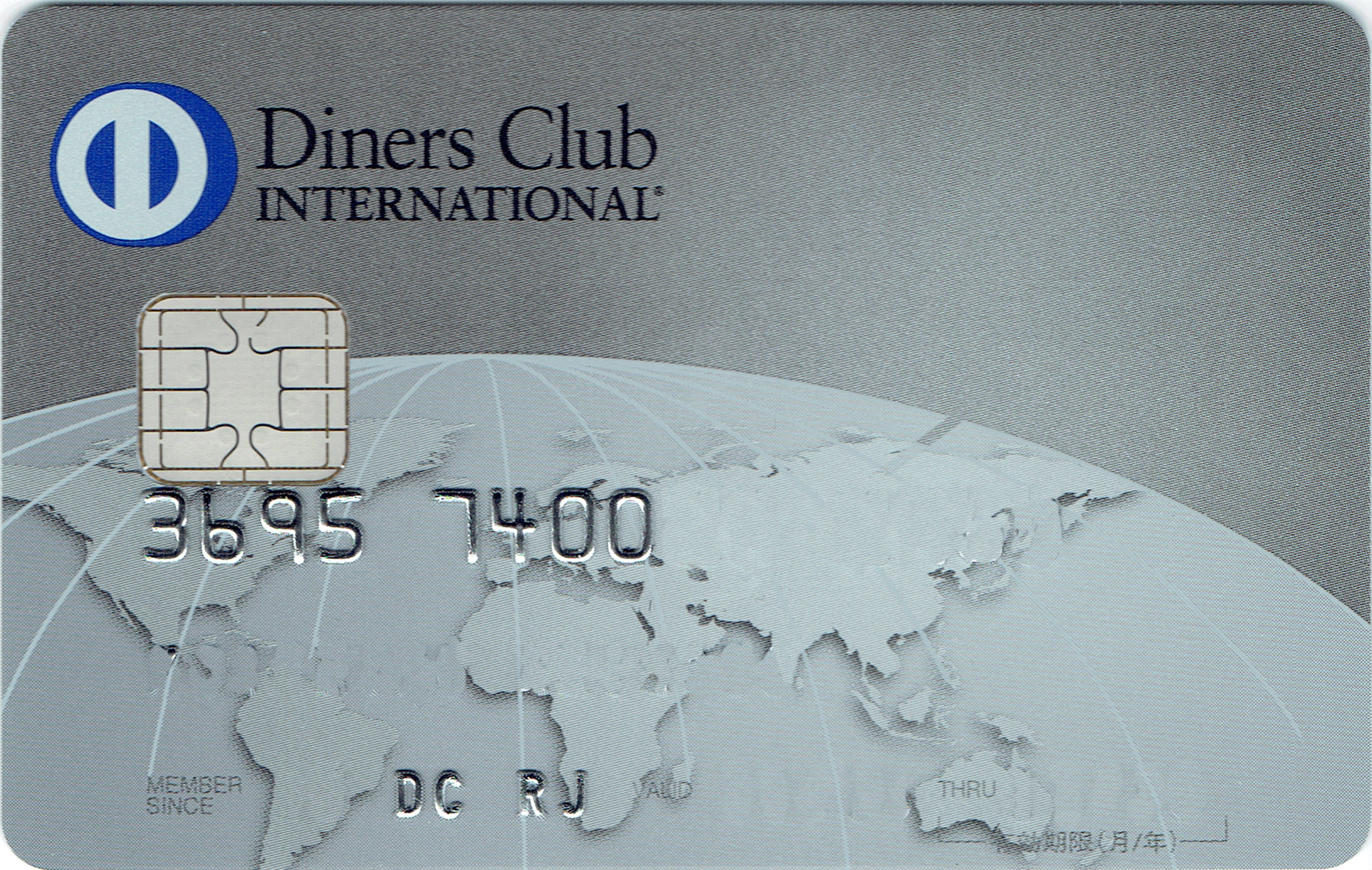
Karta Diners Club wydana w Japonii (2016)

Diners Club International − pierwszy na świecie wystawca kart płatniczych. Firma została założona jako Diners Club w 1950 roku przez Franka McNamara, Ralpha Schneider i Casey R. Taylor. 
Historia kart płatniczych rozpoczęła się w roku 1949, kiedy to nowojorski biznesmen − Frank McNamara − zaprosił paru znajomych do restauracji w Nowym Jorku. Kiedy otrzymał rachunek zorientował się, że nie ma gotówki i, choć żona uratowała go z kłopotu, na przyszłość postanowił nigdy nie znaleźć się w podobnej sytuacji. W ten sposób narodził się pomysł, by stworzyć pierwszą kartę płatniczą.
Karty Diners Club wydawane są osobom, które zajmują wysoką pozycje społeczną. Przy jej użyciu regulowane są głównie należności za bilety lotnicze, usługi hotelowo-gastronomiczne i wynajem samochodów.  
Karta Diners Club może być zarówno kartą “charge” (tzn. kwota każdej transakcji jest dopisywana do rachunku, który musi być uregulowany po zakończeniu okresu rozliczeniowego) jak i klasyczną kartą kredytową (której wydanie jest związane z przyznaniem limitu kredytowego przez wydawcę karty, a operacje wykonane przez posiadacza karty rozliczane są w ramach przyznanego limitu). Diners Club wydaje karty o zasięgu lokalnym i międzynarodowym. Karty lokalne są ważne tylko na terenie, w którym zostały wystawione, natomiast na kartach międzynarodowych znajduje się napis “Valid Wordwide” co oznacza, że karta jest akceptowana na całym świecie.

## Diners Club w Polsce
Diners Club rozpoczął działalność w Polsce w 1997 roku jako Diners Club Polska, będąc częścią Diners Club International, a ostatnie umowy z użytkownikami kart płatniczych zostały rozwiązane 30 czerwca 2022 roku z uwagi na zakończenie działalności firmy w Polsce. Karty płatnicze Diners Club wydawane były bezpośrednio przez Diners Club Polska Sp. z o. o., oraz do 2018 roku również pośrednio przez banki spółdzielcze z Grupy BPS i bank PKO BP. Były to tzw. karty co-branded, czyli na fizycznej karcie plastikowej widniały logo Diners Club oraz banku współpracującego przy sprzedaży karty. Dostępne były również karta płatnicza wydawana we współpracy z programem lojalnościowym Miles&More, należącym do sojuszu Star Alliance oraz siecią sklepów narciarskich Ski Team.
Decyzja o zakończeniu działalności związanej wydawnictwem kart płatniczych na polskim rynku nie jest tożsama z zakończeniem akceptacji kart w punktach usługowo-handlowych, bankomatach i w internecie. We współpracy z agentami rozliczeniowymi ma być ona rozszerzana.

## Wygląd karty Diners Club International
Klasyczne karty Diners Club wydawane w Polsce są koloru srebrnego; tło awersu wypełniają powtarzające się napisy “Diners Club" oraz logo Diners Club International. Oprócz tego zarówno w Polsce jak i w innych krajach wydawane są także karty w innych kolorach, np. czarno-białe "Premium Vintage". 
Na awersie karty znajdują się:
- numer karty podany w następującym układzie: 3XXX XXXXXX XXXX,
- nazwisko właściciela karty,
- data ważności karty,
- rok (dwie cyfry) przystąpienia do organizacji,
- dwuliterowy kod kraju, w którym została wystawiona karta,
- w przypadku karty firmowej także napis CORPORATE.

Na rewersie karty znajdują się:
- napis "Valid Worldwide" lub "Valid only in..." oznaczający, że karta jest ważna na całym świecie lub tylko w wybranym państwie,
- pasek magnetyczny z danymi,
- pasek ze wzorem podpisu okaziciela, a także hologram przedstawiający symbol organizacji i napis Diners Club International,
- logo organizacji "Discover" oraz "pulse".